# Metaeuchromius flavofascialis
Metaeuchromius flavofascialis là một loài bướm đêm trong họ Crambidae.